# Athetis rufipuncta
Athetis rufipuncta là một loài bướm đêm trong họ Noctuidae.